# Ross Hutchins
Pour les articles homonymes, voir Hutchins.
Ross Hutchins, né le 22 février 1985 à Wimbledon, est un joueur de tennis britannique, professionnel de 2002 à 2014.

## Biographie
Ross Hutchins a grandi dans une famille très attachée au tennis. Son père, Paul, est en effet un ancien joueur et capitaine de l'équipe britannique de Coupe Davis. Son frère Blake et ses deux sœurs Romy et Lauren ont également pratiqué le tennis.

## Carrière
Ross est surtout un spécialiste du double. Il a en effet atteint treize finales de double sur le circuit ATP et en gagné cinq.
Il est considéré comme l'un des meilleurs joueurs britanniques de double, aux côtés de Jamie Murray, Colin Fleming et Ken Skupski, et a atteint la 26e place mondiale en mai 2012.
À la fin de l'année 2012, Ross Hutchins doit mettre sa carrière entre parenthèses pour se soigner lorsque les médecins lui détectent un lymphome de Hodgkin. Il se rétablit et remonte sur les courts lors du tournoi de Brisbane 2014 avec son partenaire Colin Fleming.
Après l'US Open 2014 où il atteint la demi-finale en double mixte, il annonce qu'il met fin à sa carrière professionnelle pour se consacrer à la direction du tournoi du Queen's.
En dehors du circuit professionnel, il a notamment remporté la médaille d'argent des Jeux du Commonwealth en 2010 en double.

## Palmarès

### Titres en double (5)
| No | Date       | Nom et lieu du tournoi                          | Catégorie   | Surface      | Partenaire    | Finalistes                          | Score              |          |
| -- | ---------- | ----------------------------------------------- | ----------- | ------------ | ------------- | ----------------------------------- | ------------------ | -------- |
| 1  | 22/09/2008 | China Open Pékin                                | Int' Series | Dur (ext.)   | Stephen Huss  | Ashley Fisher Bobby Reynolds        | 7-5, 6-4           | Parcours |
| 2  | 25/10/2010 | Open Sud de France Montpellier                  | ATP 250     | Dur (int.)   | Stephen Huss  | Marc López Eduardo Schwank          | 6-2, 4-6, [10-7]   | Parcours |
| 3  | 24/10/2011 | St. Petersburg Open Saint-Pétersbourg           | ATP 250     | Dur (int.)   | Colin Fleming | Mikhail Elgin Alexander Kudryavtsev | 6-3, 65-7, [10-8]  | Parcours |
| 4  | 27/02/2012 | International Tennis Championships Delray Beach | ATP 250     | Dur (ext.)   | Colin Fleming | Michal Mertiňák André Sá            | 2-6, 7-65, [15-13] | Parcours |
| 5  | 17/06/2012 | AEGON International Eastbourne                  | ATP 250     | Gazon (ext.) | Colin Fleming | Jamie Delgado Ken Skupski           | 6-4, 6-3           | Parcours |

### Finales en double (9)
| No | Date       | Nom et lieu du tournoi                               | Catégorie   | Surface         | Vainqueurs                       | Partenaire    | Score             |          |
| -- | ---------- | ---------------------------------------------------- | ----------- | --------------- | -------------------------------- | ------------- | ----------------- | -------- |
| 1  | 18/06/2007 | The Nottingham Open Nottingham                       | Int' Series | Gazon (ext.)    | Eric Butorac Jamie Murray        | Josh Goodall  | 4-6, 6-3, [10-5]  | Parcours |
| 2  | 06/10/2008 | Kremlin Cup Moscou                                   | Int' Series | Dur (int.)      | Serhiy Stakhovsky Potito Starace | Stephen Huss  | 7-64, 2-6, [10-6] | Parcours |
| 3  | 20/10/2008 | Tournoi de tennis de Lyon Lyon                       | Int' Series | Moquette (int.) | Michaël Llodra Andy Ram          | Stephen Huss  | 6-3, 5-7, [10-8]  | Parcours |
| 4  | 05/10/2009 | Rakuten Japan Open Championships Tokyo               | ATP 500     | Dur (ext.)      | Julian Knowle Jürgen Melzer      | Jordan Kerr   | 6-2, 5-7, [10-8]  | Parcours |
| 5  | 11/01/2010 | Medibank International Sydney                        | ATP 250     | Dur (ext.)      | Daniel Nestor Nenad Zimonjić     | Jordan Kerr   | 6-3, 7-65         | Parcours |
| 6  | 15/02/2010 | Regions Morgan Keegan Championships Memphis          | ATP 250     | Dur (int.)      | John Isner Sam Querrey           | Jordan Kerr   | 6-4, 6-4          | Parcours |
| 7  | 09/07/2012 | Campbell's Hall of Fame Tennis Championships Newport | ATP 250     | Gazon (ext.)    | Santiago González Scott Lipsky   | Colin Fleming | 7-63, 6-3         | Parcours |
| 8  | 24/09/2012 | Malaysian Open Kuala Lumpur                          | ATP 250     | Dur (int.)      | Alexander Peya Bruno Soares      | Colin Fleming | 5-7, 7-5, [10-7]  | Parcours |
| 9  | 28/04/2014 | BMW Open by FWU AG Munich                            | ATP 250     | Terre (ext.)    | Jamie Murray John Peers          | Colin Fleming | 6-4, 6-2          | Parcours |

## Parcours en Grand Chelem

### En simple
N'a jamais participé à un tableau final.

### En double
| Année | Open d'Australie           | Open d'Australie            | Internationaux de France   | Internationaux de France  | Wimbledon                  | Wimbledon                    | US Open                    | US Open                     |
| ----- | -------------------------- | --------------------------- | -------------------------- | ------------------------- | -------------------------- | ---------------------------- | -------------------------- | --------------------------- |
| 2005  | —                          | —                           | —                          | —                         | 1er tour (1/32) M. Lee     | J.-F. Bachelot A. Clément    | —                          | —                           |
| 2006  | —                          | —                           | —                          | —                         | 2e tour (1/16) J. Goodall  | F. Santoro N. Zimonjić       | —                          | —                           |
| 2007  | —                          | —                           | —                          | —                         | 1er tour (1/32) J. Goodall | I. Kunitsyn D. Toursounov    | —                          | —                           |
| 2008  | —                          | —                           | 1/8 de finale S. Huss      | I. Kunitsyn D. Toursounov | 2e tour (1/16) S. Huss     | J. Erlich A. Ram             | 2e tour (1/16) A. Murray   | D. Nestor N. Zimonjić       |
| 2009  | 2e tour (1/16) S. Huss     | M. Fyrstenberg M. Matkowski | 1er tour (1/32) S. Huss    | J. Acasuso F. González    | 1er tour (1/32) S. Huss    | P. Amritraj A.-U.-H. Qureshi | 1er tour (1/32) S. Huss    | G. García-López O. Rochus   |
| 2010  | 1er tour (1/32) J. Kerr    | M. Fyrstenberg M. Matkowski | 1er tour (1/32) J. Kerr    | D. Nestor N. Zimonjić     | 2e tour (1/16) J. Kerr     | M. Granollers T. Robredo     | 1er tour (1/32) S. Lipsky  | Ł. Kubot O. Marach          |
| 2011  | 1er tour (1/32) C. Fleming | J. Erlich A. Ram            | —                          | —                         | 1/4 de finale C. Fleming   | C. Kas A. Peya               | 1/4 de finale C. Fleming   | R. Bopanna A.-U.-H. Qureshi |
| 2012  | 1/8 de finale C. Fleming   | B. Bryan M. Bryan           | —                          | —                         | 1er tour (1/32) C. Fleming | M. Kukushkin L. Rosol        | 1/8 de finale C. Fleming   | C. Harrison R. Harrison     |
| 2013  | —                          | —                           | —                          | —                         | —                          | —                            | —                          | —                           |
| 2014  | 2e tour (1/16) C. Fleming  | R. Bopanna A.-U.-H. Qureshi | 1er tour (1/32) C. Fleming | S. González S. Lipsky     | 1er tour (1/32) C. Fleming | P. Cuevas D. Marrero         | 1er tour (1/32) C. Fleming | D. Nestor N. Zimonjić       |

N.B. : le nom du ou de la partenaire se trouve sous le résultat ; le nom des ultimes adversaires se trouve à droite.

### En double mixte
N.B. : le nom de la partenaire se trouve sous le résultat ; le nom des ultimes adversaires se trouve à droite.